# François Garde
Pour les articles homonymes, voir Garde.
François Garde, né le 13 octobre 1959 au Cannet, est un écrivain et haut fonctionnaire français. Il est le fils de l'universitaire Paul Garde.

## Carrière administrative
François Garde est diplômé, en 1984, de l'ENA (promotion Louise-Michel). De 1991 à 1993, il est secrétaire général adjoint de la Nouvelle-Calédonie. Du 25 mai 2000 au 19 décembre 2004, François Garde est administrateur supérieur des Terres australes et antarctiques françaises à La Réunion,. De 2008 à 2009, il est directeur de la station de Val d'Isère. De août 2009 à août 2010, il occupe le poste de secrétaire général de la Nouvelle-Calédonie.

## Autres fonctions
- Vice-président du tribunal administratif de Dijon
- Vice-président du tribunal administratif de Grenoble[5].

## Ouvrages

### Essais
- Les Institutions de la Nouvelle-Calédonie (préf. Jean-Jack Queyranne), Paris, éditions de L'Harmattan, coll. « Mondes océaniens », 2003, 354 p. (ISBN 2-7475-1064-6)
- Paul-Émile Victor et la France de l'Antarctique, Paris, Louis Audibert éditions, 2006, 264 p. (ISBN 2-84749-067-1)
- La Baleine dans tous ses états, éditions Gallimard, coll. « Blanche », 2015  (ISBN 978-2-07-014865-3)
- Petit Éloge de l'outre-mer, coll. « Folio (Gallimard) », 2018

### Romans
- Ce qu'il advint du sauvage blanc, éditions Gallimard, coll. « Blanche », 2012, 336 p. (ISBN 978-2-07-013662-9). Roman de fiction d'un occidental coincé sur les côtes australiennes pendant dix-sept ans à la fin du XIXe siècle, qui traverse une vraie transformation à la suite de son recueil par des tribus aborigènes[6].
- Pour trois couronnes, éditions Gallimard, 2013. Histoire d'un homme tombant sur des documents étranges au sujet de sa famille qui l'embarqueront dans une quête à travers le monde[4].
- L'Effroi, éditions Gallimard, 2016. Récit d'un homme plutôt modeste propulsé sous les projecteurs des médias pour avoir affiché un acte interprété comme d'un incroyable courage alors qu'il fut plutôt de l'ordre de la peur. L’œuvre porte ainsi un regard critique sur l'incohérence des agitations médiatiques, et explore en toile de fond l'univers opaque du néonazisme[7].
- Roi par effraction, éditions Gallimard, 2019. Récit basé sur la vie de Joachim Murat[8].
- Mon oncle d'Australie, éditions Grasset, 2024. Récit-enquête sur la vie du grand-oncle de l'auteur, disparu mystérieusement.

### Récits
- Marcher à Kerguelen, éditions Gallimard, 2018. Récit d'une traversée à pied de la Grande-Île déserte, froide, rocheuse et humide de l'archipel des Kerguelen, pendant vingt-cinq jours.
- Lénine à Chamonix, éditions Paulsen, 2020. Recueil de onze nouvelles où l'on rencontre Lénine à Chamonix[9], un gardien de phare échoué dans un refuge et un diamant retrouvé à la suite de l'accident du Malabar Princess. Livre ayant fait partie des trois finalistes du prix Goncourt de la nouvelle.

## Prix et distinctions
Son roman Ce qu'il advint du sauvage blanc a reçu de nombreux prix : prix Goncourt du premier roman (2012), grand prix Jean-Giono (2012), prix littéraire des grands espaces Maurice Dousset (2012), prix Hortense-Dufour (2012), prix Edmée-de-La-Rochefoucauld (2012), prix Emmanuel-Roblès (2012), prix Amerigo-Vespucci (2012), prix Ville de Limoges (2012), prix littéraire Québec-France Marie-Claire-Blais (2014), prix Mottart (2017).